# Orta San Giulio
Orta San Giulio – miejscowość i gmina we Włoszech, w regionie Piemont, w prowincji Novara. Miejscową atrakcją jest sanktuarium Sacro Monte di Orta, należące do kompleksu Sacri Monti, w 2003 r. wpisanego na Listę światowego Dziedzictwa UNESCO.
Według danych na rok 2004 gminę zamieszkiwało 1116 osób, 186 os./km².

## Linki zewnętrzne

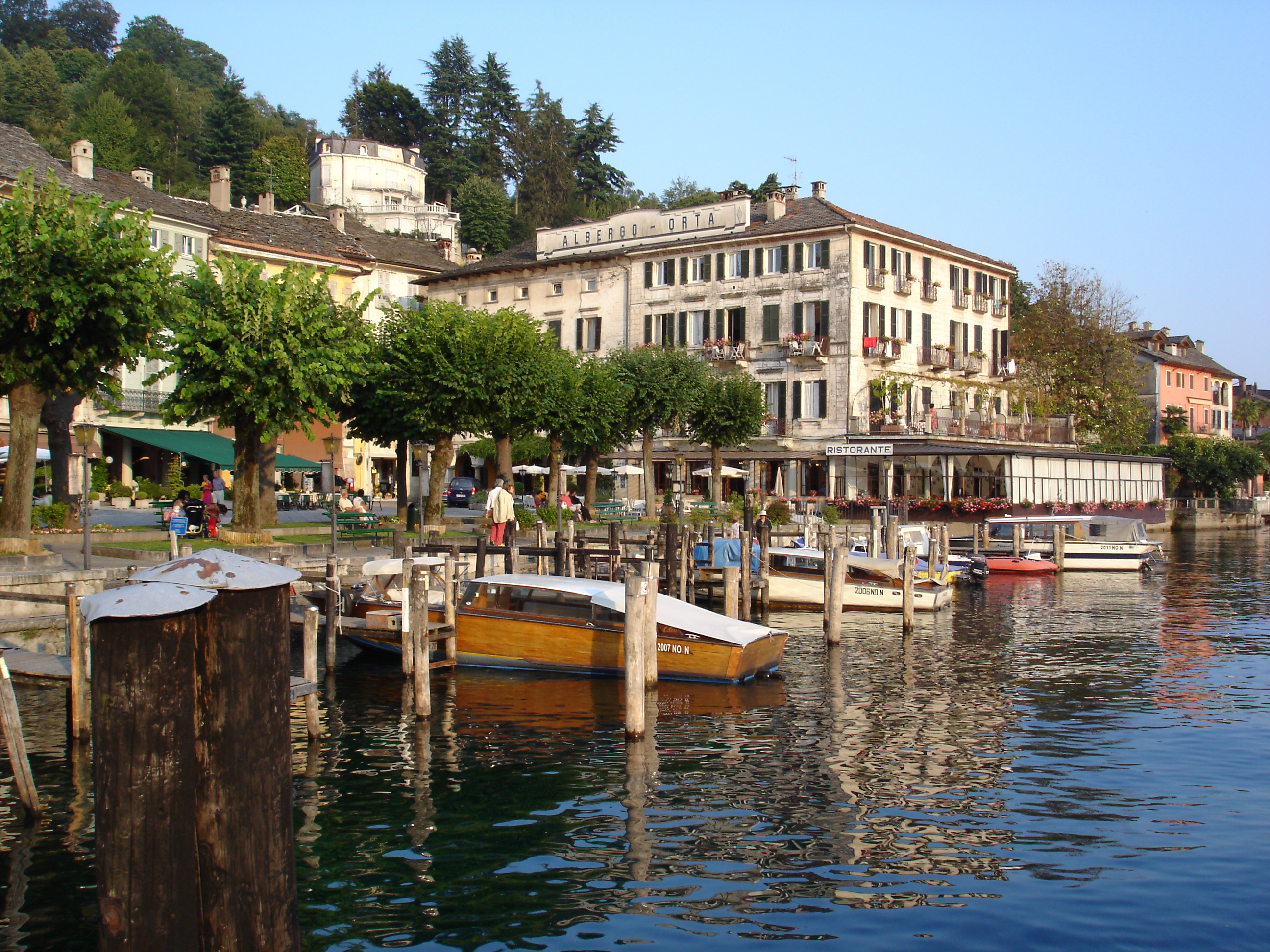
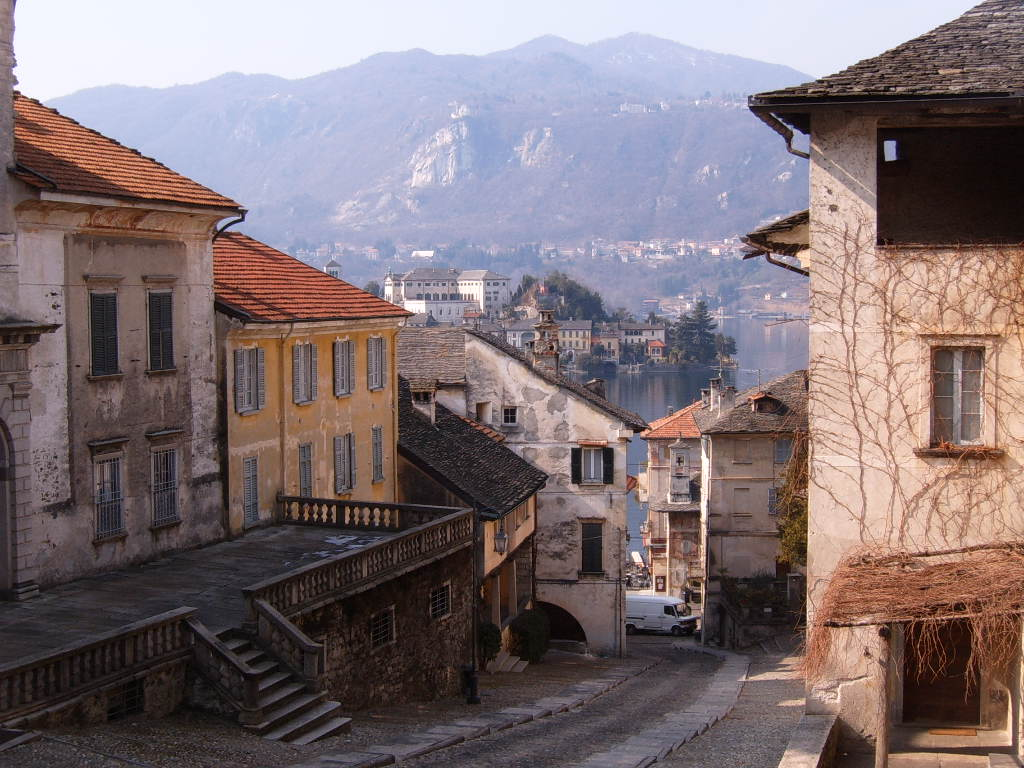
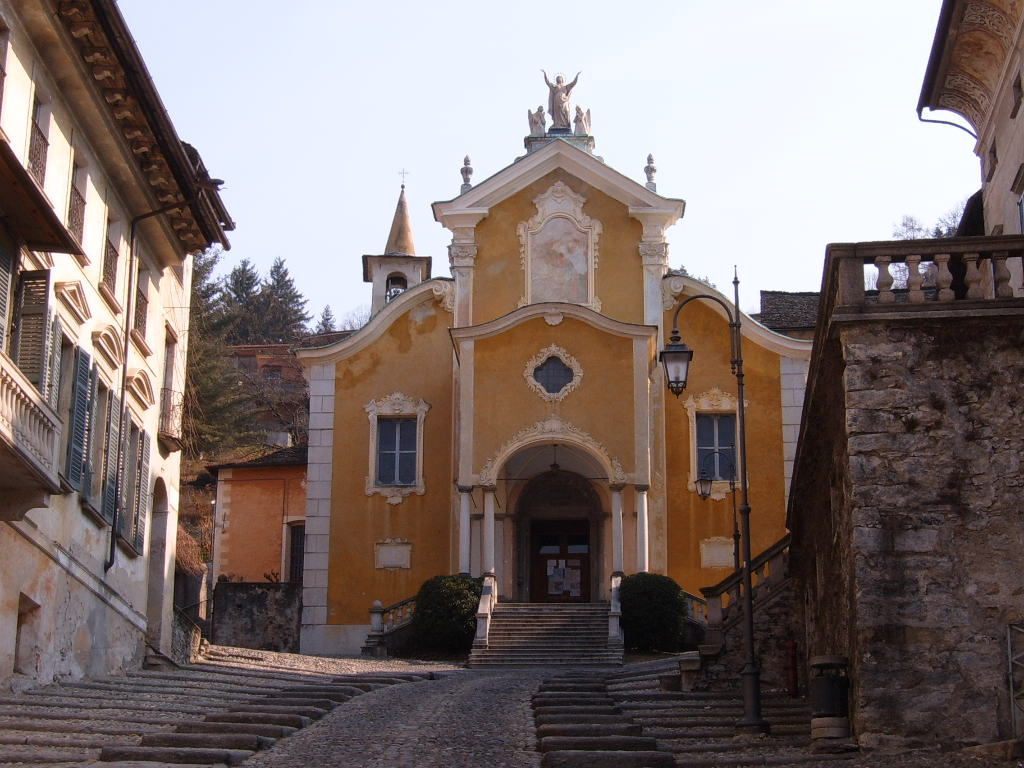